# Љубија (Мозирје)
Љубија (словен. Ljubija) је насељено место у општини Мозирје, Савињска регија, Словенија.

## Историја
До територијалне реорганизације у Словенији била је у саставу старе општине Мозирје.

## Становништво
У попису становништва из 2011. године, Љубија је имала 486 становника.
| Број становника према пописима | Број становника према пописима | Број становника према пописима |
| ------------------------------ | ------------------------------ | ------------------------------ |
| 1991                           | 2002                           | 2011                           |
| 438                            | 482                            | 486                            |

Напомена: Године 1988. умањено за део насеља који је припојен насељу Мозирје.